# Auguste-Anne de Bergevin
Pour les articles homonymes, voir Bergevin.
Auguste-Anne de Bergevin, sieur de Kermao, né à Brest le 26 novembre 1753 et mort à Bordeaux le 6 février 1831, député de 1824 à 1827 du 1er arrondissement électoral du Finistère (Brest).

## Biographie
Les Bergevin sont une famille Brestoise originaire de Touraine.
Auguste-Anne de Bergevin est le fils de François Bergevin et de Marie Charlotte Coussais de la Feuillée. François de Bergevin né en 1706 et mort en 1798, procureur du roi à la Sénéchaussée de Brest et subdélégué de l'intendant de Bretagne pour l'évêché de Léon. Il fut anobli en mai 1775. Auguste eut trois frères et une sœur : Olivier de Bergevin, Sieur du Loscoat, Pierre Marie de Bergevin, Mathieu Charles de Bergevin et Mauricette de Bergevin.
Lors de son séjour à Rochefort, Auguste-Anne de Bergevin épousa Marie de La Granville. Ils eurent deux filles dont Adélaïde qui épousa en 1819 André-Didier de Béchade.
Le 14 juin 1804 il est chevalier de la Légion d'honneur le 29 avril 1821.